# دانل مشچنکو
دانل مشچنکو (اوکراینی: Данил Юрійович Мащенко؛ زادهٔ ۳۰ سپتامبر ۲۰۰۲) بازیکن فوتبال اهل اوکراین است.